# Liste der Biografien/Branc
Liste der Biografien |
Portal Biografien |
Personensuche
# |
A |
B |
C |
D |
E |
F |
G |
H |
I |
J |
K |
L |
M |
N |
O |
P |
Q |
R |
S |
T |
U |
V |
W |
X |
Y |
Z |
?
 
Ba |
Be |
Bd |
Bg |
Bh |
Bi |
Bj |
Bl |
Bm |
Bn |
Bo |
Br |
Bs |
Bu |
Bw |
By |
Bz
 
Bra |
Brc |
Brd |
Bre |
Brg |
Bri |
Brj |
Brk |
Brl |
Brn |
Bro |
Brp–Brt |
Bru |
Brv |
Bry |
Brz
 
Braa |
Brab |
Brac |
Brad |
Brae |
Braf |
Brag |
Brah |
Brai |
Braj |
Brak |
Bral |
Bram |
Bran |
Brao |
Braq |
Brar |
Bras |
Brat |
Brau |
Brav |
Braw |
Brax |
Bray |
Braz
 
Brana |
Branc |
Brand |
Brane |
Branf |
Brang |
Branh |
Brani |
Brank |
Branl |
Brann |
Brano |
Branq |
Brans |
Brant |
Brany |
Branz
Die Liste der Biografien führt alle Personen auf, die in der deutschsprachigen Wikipedia einen Artikel haben. Dieses ist eine Teilliste mit 101 Einträgen von Personen, deren Namen mit den Buchstaben „Branc“ beginnt.

## Branc

### Branca
- Branca, Alexander von (1919–2011), deutscher ArchitektAlexander von Branca (1919–2011)

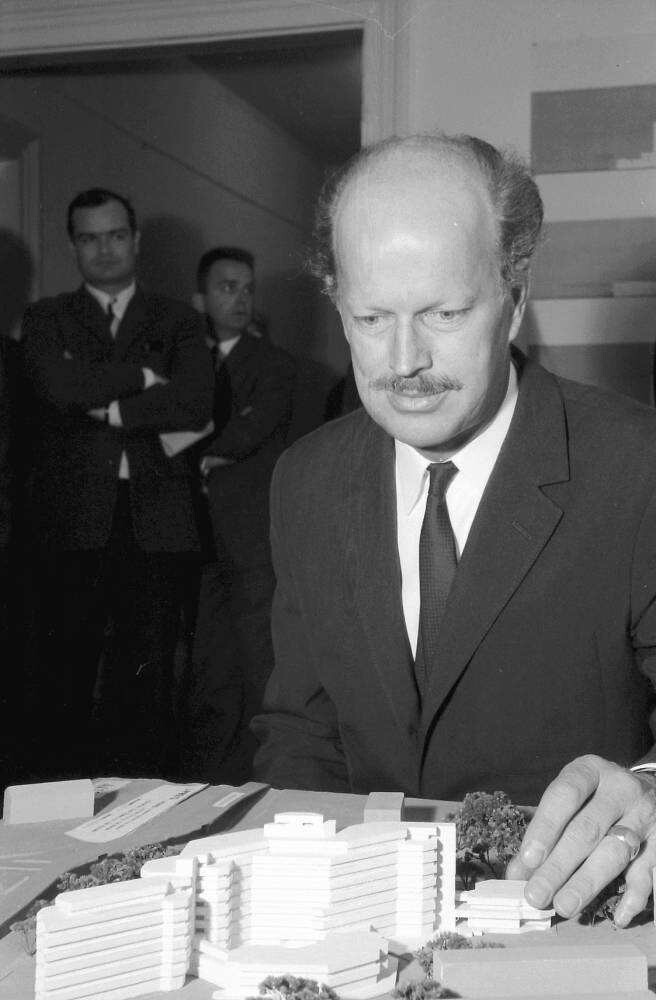
Alexander von Branca (1919–2011)

- Branca, Antonello (1935–2002), italienischer Dokumentarfilmregisseur
- Branca, Antonio (1916–1985), Schweizer Formel-1-Rennfahrer
- Branca, Daniel (1951–2005), argentinischer Maler und Comic-Zeichner
- Branca, Eliseo (* 1957), argentinischer Rugbyspieler
- Branca, Giovanni (1571–1645), italienischer Ingenieur, Architekt und Architekturtheoretiker
- Branca, Glenn (1948–2018), US-amerikanischer Avantgarde-Komponist und Gitarrist
- Branca, Hedwig von (1890–1985), deutsche Malerin
- Branca, Marco (* 1965), italienischer Fußballspieler und -funktionär
- Branca, Maximilian von (1839–1906), bayerischer General der Infanterie, Generaladjutant des Prinzregenten Luitpold von Bayern
- Branca, Vittore (1913–2004), italienischer Romanist, Mediävist und Literaturwissenschaftler
- Branca, Wilhelm von (1844–1928), deutscher Geologe und Paläontologe
- Brancacci, Aldo (* 1950), italienischer Philosophiehistoriker
- Brancaccio, Antonio (1923–1995), italienischer Richter und Politiker
- Brancaccio, Bufillo, italienisch-französischer Militär
- Brancaccio, Francesco Maria (1592–1675), italienischer Bischof und Kardinal
- Brancaccio, Landolfo († 1312), Kardinal der katholischen Kirche
- Brancaccio, Niccolò († 1412), Erzbischof von Bari und Cosenza, Kardinal
- Brancaccio, Nuria (* 2000), italienische Tennisspielerin
- Brancaccio, Raul (* 1997), italienischer Tennisspieler
- Brancaccio, Stefano (1618–1682), italienischer römisch-katholischer Geistlicher, Erzbischof und Kardinal
- Brancaccio, Tommaso († 1427), Kardinal
- Brancadoro, Cesare (1755–1837), italienischer Geistlicher, Erzbischof von Fermo, Kardinal
- Brancaglio, Klemens (1891–1975), deutscher Ministerialbeamter im Ministerium für Ernährung und Landwirtschaft
- Brancal, Ricardo (* 1996), portugiesischer Skirennläufer
- Brancale, Serena (* 1989), italienische MusikerinSerena Brancale (* 1989)

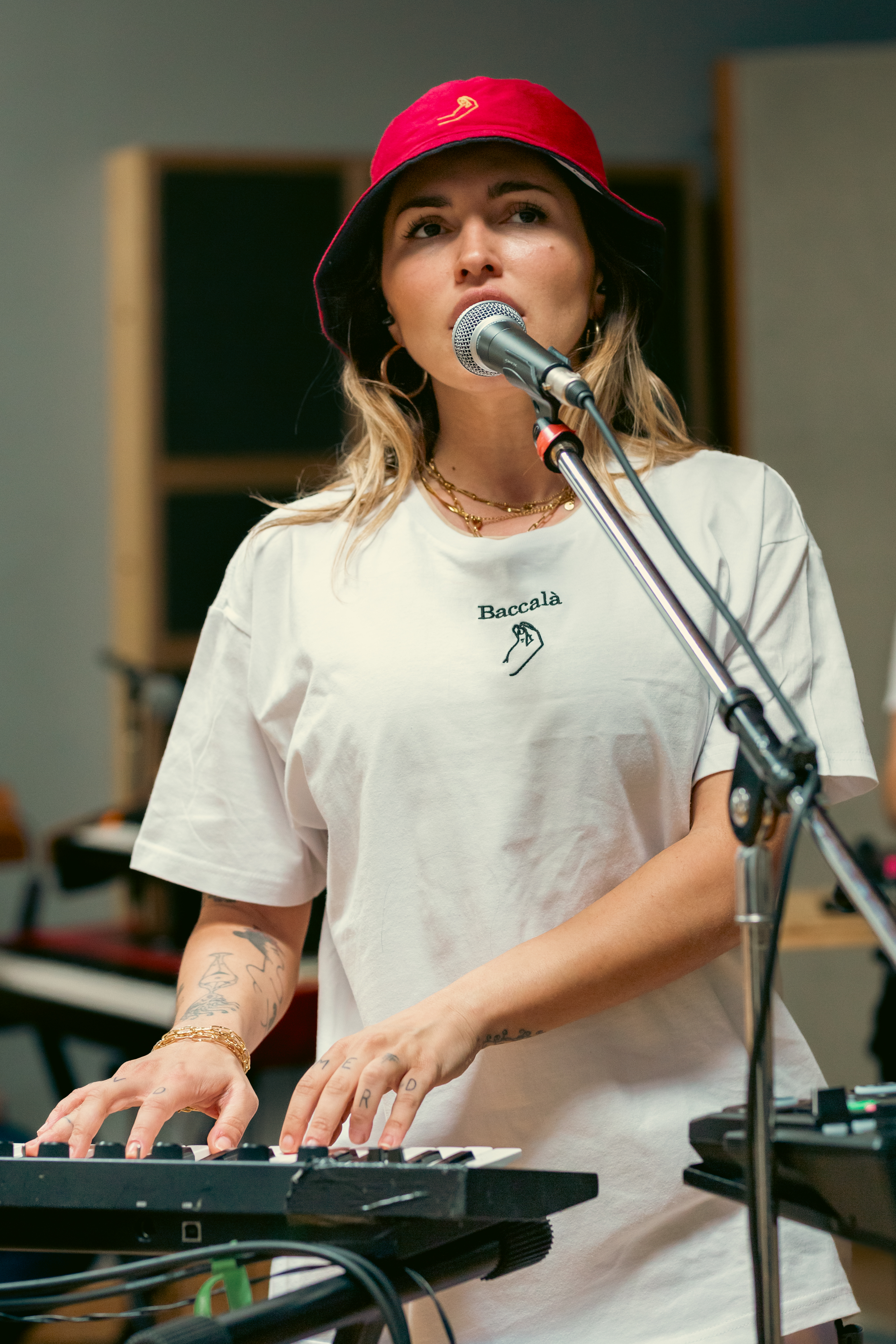
Serena Brancale (* 1989)

- Brancalio, Johann Ernst (1785–1831), deutscher Ministerialbeamter und Schriftsteller
- Brancão, Liése (* 1981), brasilianische Fußballspielerin und -trainerin
- Brancart, Richard (1922–1990), belgischer Mittelstreckenläufer
- Brancas de Forcalquier, Louis de (1672–1750), französischer Militär und Diplomat, Marschall von Frankreich
- Brancas, André-Baptiste de († 1595), französischer Militär, Admiral von Frankreich
- Brancas, Antoine-Constant de (1764–1809), französischer Militär
- Brancas, Georges de († 1657), französischer Adliger
- Brancas, Jean-Baptiste de (1693–1770), französischer Priester, Bischof von La Rochelle, Erzbischof von Aix-en-Provence
- Brancas, Louis François de († 1679), französischer Aristokrat aus dem Haus Brancas
- Brancas, Louis I. de (1663–1739), französischer Adliger
- Brancas, Louis II. de (1714–1793), Comte de Lauraguais
- Brancas, Louis-Léon de (1733–1824), französischer Literat
- Brancatelli, Gianfranco (* 1950), italienischer Automobilrennfahrer
- Brancati, Paula (* 1989), kanadische Filmschauspielerin
- Brancati, Vitaliano (1907–1954), italienischer Schriftsteller
- Brancatisano, Richard (* 1983), australischer Fernseh-Darsteller und Musiker
- Brancato, Francesco (* 1960), italienischer Filmregisseur
- Brancato, Lillo (* 1976), US-amerikanischer SchauspielerLillo Brancato (* 1976)

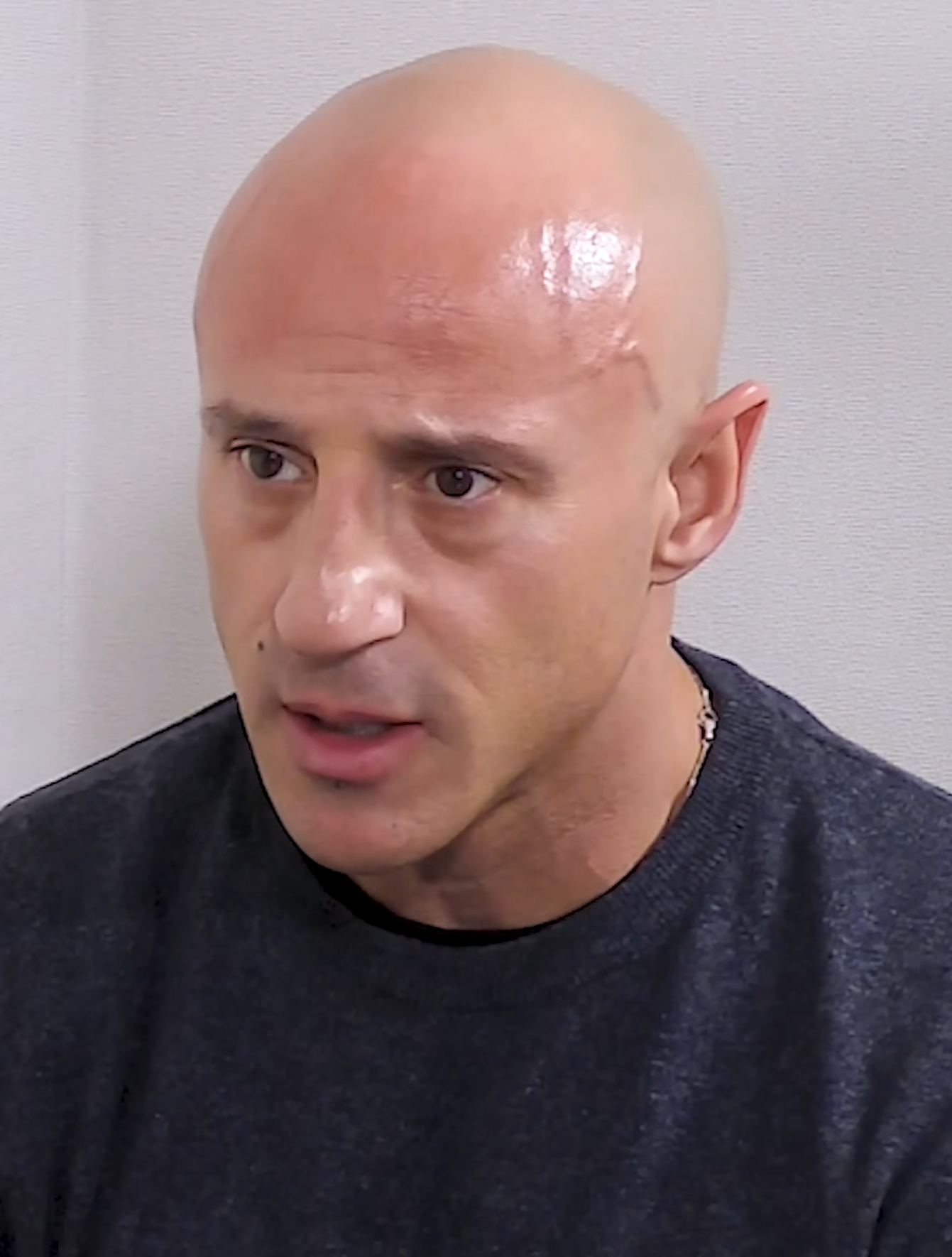
Lillo Brancato (* 1976)

- Brancazio, Peter (1939–2020), US-amerikanischer Physiker

### Branch
- Branch, Anthony Martin (1823–1867), US-amerikanischer Jurist und Politiker sowie Offizier in der Konföderiertenarmee
- Branch, Ben (1928–1987), US-amerikanischer Tenorsaxophonist des Rhythm & Blues
- Branch, Billy (* 1951), amerikanischer Bluesmusiker
- Branch, Brian (* 2001), US-amerikanischer American-Football-Spieler
- Branch, Cliff (1948–2019), US-amerikanischer American-Football-Spieler
- Branch, Craig (* 1977), australischer Skirennläufer
- Branch, Deion (* 1979), US-amerikanischer American-Football-Spieler
- Branch, Emmett (1874–1932), US-amerikanischer Politiker, Gouverneur von Indiana
- Branch, Geraldine (1908–2016), US-amerikanische Frauenärztin
- Branch, Jaimie (1983–2022), US-amerikanische Jazz- und Improvisationsmusikerin
- Branch, James K. (1925–2007), US-amerikanischer Ingenieur und Manager
- Branch, James Plunky (* 1947), US-amerikanischer Musiker (Holzblasinstrumente)
- Branch, John (1782–1863), US-amerikanischer Politiker
- Branch, Lawrence O’Bryan (1820–1862), US-amerikanischer Politiker, General der Konföderierten im Bürgerkrieg
- Branch, Michelle (* 1983), US-amerikanische Sängerin, Songwriterin und Gitarristin
- Branch, Taylor (* 1947), US-amerikanischer Autor und Historiker
- Branch, Vanessa (* 1973), US-amerikanisch-britische Schauspielerin und ein Fotomodell
- Branch, William A. B. (1847–1910), US-amerikanischer Politiker
- Branch, William Roy (1946–2018), britisch-südafrikanischer Herpetologe
- Branche, Jean-Georges (1906–1973), französischer Autorennfahrer
- Brancheau, Dawn (1969–2010), US-amerikanische TiertrainerinDawn Brancheau (1969–2010)

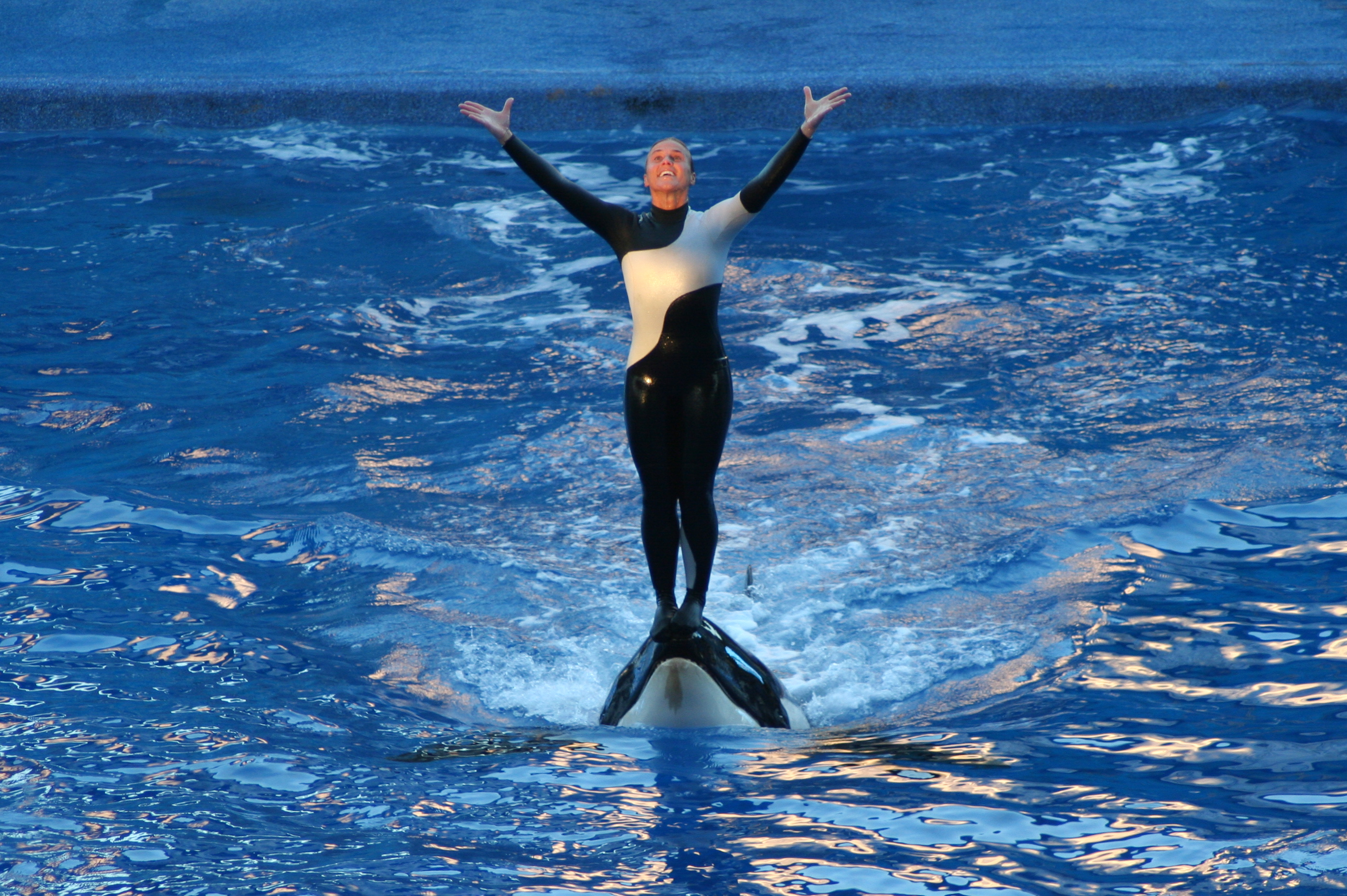
Dawn Brancheau (1969–2010)

- Branchetti, Lorenzo (* 1981), italienischer Schauspieler und Entertainer
- Branchi, Walter (* 1941), italienischer Komponist und Interpret elektronischer Musik
- Branchu, Caroline (1780–1850), französische Opernsängerin (Sopran)

### Branci
- Branciamore, Francesco (* 1956), italienischer Jazzmusiker (Schlagzeug, Perkussion, Komposition)
- Branciaroli, Franco (* 1947), italienischer Schauspieler und Theaterregisseur
- Branciforte, Bruno (* 1947), italienischer Admiral der italienischen Marine und Chef des Nachrichtendienstes SISMI

### Branco
- Branco (* 1964), brasilianischer Fußballspieler und -trainerBranco (* 1964)
- Branco, dänischer Rapper

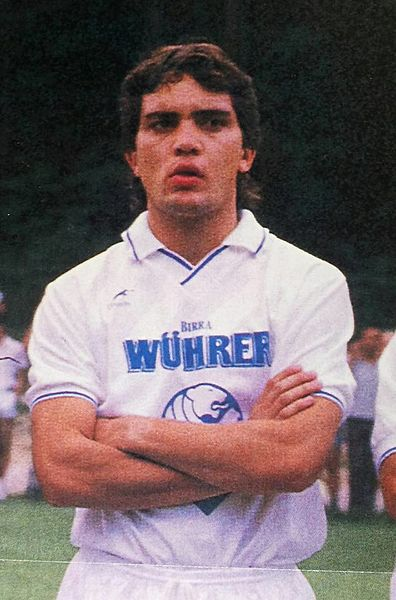
Branco (* 1964)

- Branco, Acilino Manuel (* 1973), osttimoresischer Beamter
- Branco, Cassiano (1897–1970), portugiesischer Architekt
- Branco, Cristina (* 1972), portugiesische Fado-Sängerin
- Branco, Eliza (1912–2001), brasilianische Frauen- und Friedensaktivistin
- Branco, Francisco Miranda (* 1950), osttimoresischer Politiker und Diplomat
- Branco, Gianluca (* 1970), italienischer Boxer
- Branco, Hugo Goodair de Lacerda Castelo (* 1836), portugiesischer Gouverneur
- Branco, Joaquim Rafael (* 1953), são-toméischer Politiker
- Branco, José Mário (1942–2019), portugiesischer Sänger und Songwriter
- Branco, José Pedro Aguiar (* 1957), portugiesischer Rechtsanwalt und Politiker
- Branco, Juan (* 1989), französisch-spanischer Rechtsanwalt, Essayist, Journalist, politischer Aktivist und Wissenschaftler
- Branco, Lucia (1897–1973), brasilianische Pianistin und Musikpädagogin
- Branco, Olímpio, osttimoresischer Politiker und Diplomat
- Branco, Paulo (* 1950), portugiesischer Filmproduzent und Schauspieler
- Branco, Serge (* 1980), kamerunischer Fußballspieler
- Branco, Silvio (* 1966), italienischer Boxer
- Branconi, Anton von (1762–1828), preußischer Landrat, herzoglich anhalt-dessauischer Hofbeamter und Domherr zu Halberstadt
- Branconi, Franz von (1857–1914), preußischer Generalmajor
- Branconi, Maria Antonia von (1746–1793), Mätresse Herzog Karl Wilhelm Ferdinands von Braunschweig
- Brancourt, Karen (* 1962), australische Ruderin
- Brâncoveanu, Constantin (1654–1714), Fürst der Walachei
- Brancovskaja, Fania (1922–2024), litauische Partisanin

### Brancs
- Brancsik, Karl (1842–1915), österreichisch-ungarischer Mediziner und Entomologe

### Brancu
- Brâncuși, Constantin (1876–1957), rumänisch-französischer Bildhauer und FotografConstantin Brâncuși (1876–1957)

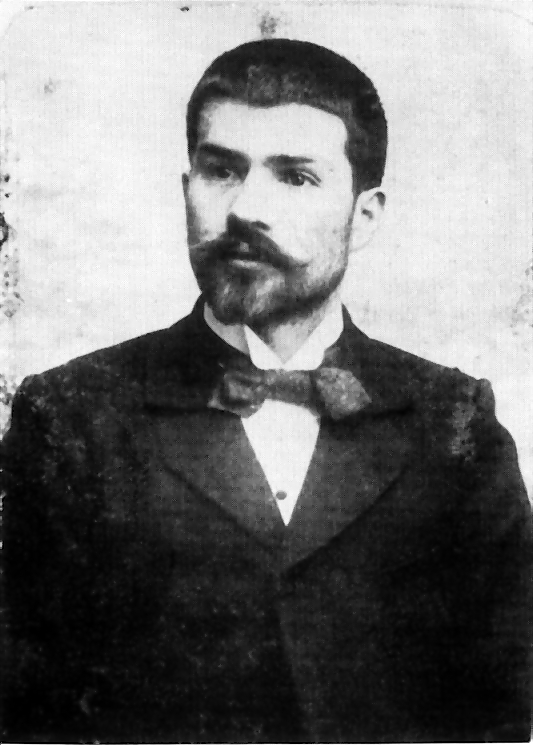
Constantin Brâncuși (1876–1957)

- Brâncuși, Cristian (* 1951), rumänischer Dirigent und Komponist
- Brancuská, Monika (* 2004), tschechische Volleyballspielerin

### Brancz
- Branczyk, Alexander (* 1959), deutscher Grafik- und Schriftdesigner